# AGM-183 Air-Launched Rapid Response Weapon

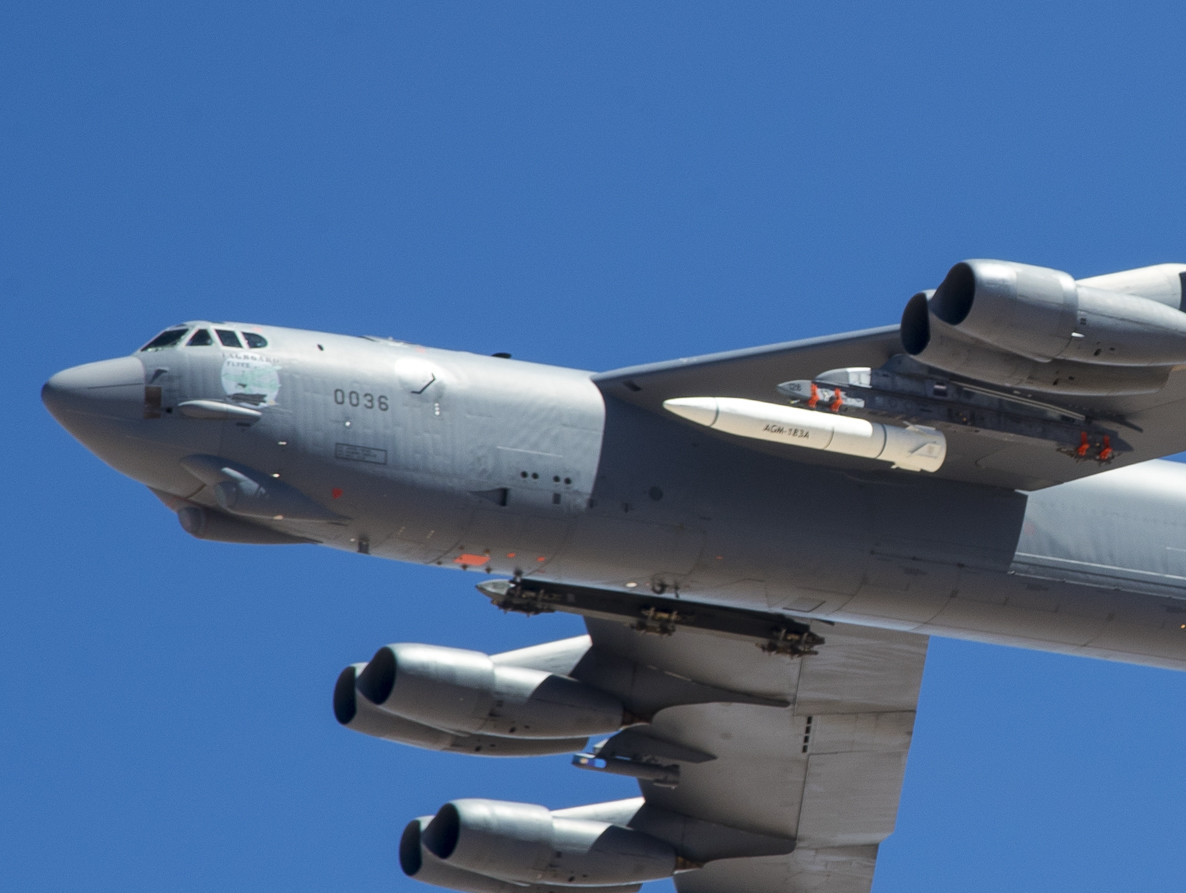
Prototyp der AGM-183A bei einem Test im Juni 2019

Die AGM-183 Air-Launched Rapid Response Weapon (kurz: AGM-183 ARRW, Arrow - Pfeil) war ein US-amerikanischer Prototyp eines luftgestützten Hyperschall-Gleiters, der im Juli 2022 erstmals getestet wurde.

## Entwicklungsgeschichte
Im August 2018 vergab die U.S. Air Force den Entwicklungsauftrag für einen luftgestützten Hyperschallflugkörper an Lockheed Martin mit einem Gesamtvolumen von 480 Millionen Dollar. Die als AGM-183A ARRW bezeichnete Waffe absolvierte im Juni 2019 den ersten Flugtest.
Die Entwicklung wurde im Jahr 2023, nach mehreren fehlgeschlagenen Tests, eingestellt. Am 29. März 2023 wurde aus US-Air-Force-Kreisen bekannt, dass das AGM-183A-Programm aufgrund enttäuschender Ergebnisse nicht fortgesetzt wird, obwohl die letzten beiden Testflüge des ARRW-Programms fortgesetzt werden, um Daten zu sammeln, die bei zukünftigen Hyperschallprogrammen hilfreich sein könnten.
Das Programm wurde allerdings inoffiziell weitergeführt und im November 2023 wurde bekannt gegeben, dass es sich nach zusätzlichen, nicht angekündigten Tests noch in der Entwicklung befindet. Am 19. März 2024 fand über dem Pazifik ein erfolgreicher Testflug statt.

## Technik
Die AGM-183 wurde mithilfe einer B-52H Stratofortress auf die Starthöhe gebracht. Nach der Trennung vom Trägerflugzeug zündete der ARRW-Booster, der den Flugkörper auf Geschwindigkeiten von mindestens Mach 5 beschleunigt. Anschließend trennte sich das Hyperschallfahrzeug von der Trägerrakete und glitt zu seinem Ziel. Die Flugreichweite wurde mit 1600 km angegeben. Ein B-52H-Bomber soll vier ARRW mitführen können.